# Бад Зилце
Бад Зилце (њем. Bad Sülze) град је у њемачкој савезној држави Мекленбург-Западна Померанија. Једно је од 64 општинска средишта округа Нордфорпомерн. Према процјени из 2010. у граду је живјело 1.768 становника. Посједује регионалну шифру (AGS) 13057006.

## Географски и демографски подаци
Бад Зилце се налази у савезној држави Мекленбург-Западна Померанија у округу Нордфорпомерн. Град се налази на надморској висини од 11 метара. Површина општине износи 26,4 km². У самом граду је, према процјени из 2010. године, живјело 1.768 становника. Просјечна густина становништва износи 67 становника/km².